# Crise vénézuélienne de 1895
| La carte montre : - La frontière défendue par le Royaume-Uni ; - La frontière actuelle (approximativement) ; - La frontière défendue par le Venezuela. |

La Crise vénézuélienne de 1895 fut l'aboutissement de la longue confrontation entre le Royaume-Uni et le Venezuela concernant les territoires d'Essequibo et de Guayana Esequiba, que le premier considérait comme faisant partie de la Guyane britannique, et que le second voyait comme une partie de son territoire. La dispute étant devenue une crise, la problématique principale résida dans le refus britannique d'incorporer dans le traité d'arbitrage international le territoire situé à l'est de la Ligne Schomburgk, qu'un inspecteur avait dessinée il y avait de cela un demi-siècle, et qui faisait office de frontière entre le Venezuela et les anciens territoires  néerlandais de la Guyane britannique. Le Royaume-Uni accepta cependant l'intervention des États-Unis, légitimée par la doctrine Monroe. Une commission se réunit à Paris en 1898 pour étudier la question, et en 1899 elle accorda la majeure partie du territoire disputé à la Guyane britannique.
La dispute était devenue une crise diplomatique en 1895, lorsque le lobbyiste et ambassadeur américain au Venezuela William Lindsay Scruggs démontra que la politique britannique était contraire à la doctrine Monroe de 1823, et usa de son influence à Washington D.C pour continuer sur cette lancée. Conséquemment, le président Grover Cleveland pencha pour l'interprétation première des propos de James Monroe, qui ne se contentaient pas seulement d'interdire à toute puissance européenne une implantation coloniale sur le continent américain, mais qui faisaient des affaires du continent la préoccupation exclusive des États-Unis. Le premier ministre britannique, Lord Salisbury, et l'ambassadeur britannique aux États-Unis, Julian Pauncefote, sous-estimèrent l'importance qu'accordait le gouvernement américain à l'affaire, ce qui prolongea la crise avant que ne fût finalement acceptée la requête américaine d'arbitrage sur l'ensemble du territoire,.
En soutenant une nation sud-américaine contre les puissances coloniales européennes, Cleveland améliora l'image de son pays en Amérique latine, mais la cordialité des négociations avec le Royaume-Uni parvint à maintenir de bonnes relations entre les deux parties. Cependant, en se soumettant au jugement américain qui s'appuyait sur une interprétation agressive de la doctrine Monroe, le Royaume-Uni en acceptait tacitement la mise en œuvre, et cette crise permit aux États-Unis d'étendre leur influence à l'Hémisphère ouest. L'historien britannique Robert Arthur Humphreys dira par la suite de cette crise qu'elle fut « l'un des épisodes les plus importants dans l'histoire des relations anglo-américaines en général, et dans celle des rivalités anglo-américaines en Amérique latine en particulier ».

## Contexte
Avant 1895, le Venezuela avait déjà eu un différend avec le Royaume-Uni concernant le territoire de la Guayana Esequiba, le premier considérant qu'elle faisait partie du territoire national, le second voulant l'incorporer à la Guyane Britannique, et ce pendant près d'un demi-siècle. Les prétentions territoriales étaient à l'origine espagnoles (héritées par le Venezuela après son indépendance en 1830) et néerlandaises (héritées par les Britanniques avec leur acquisition des territoires néerlandais d'Essequibo, de Démérara et de Berbice en 1814), et demeurées insatisfaites depuis des siècles. Pendant tout le XIXe siècle, les Britanniques et Vénézuéliens n'avaient pas réussi à trouver un accord, jusqu'à ce que l'affaire ne devienne une crise diplomatique en 1895, après sept années de rupture diplomatique entre les deux pays.

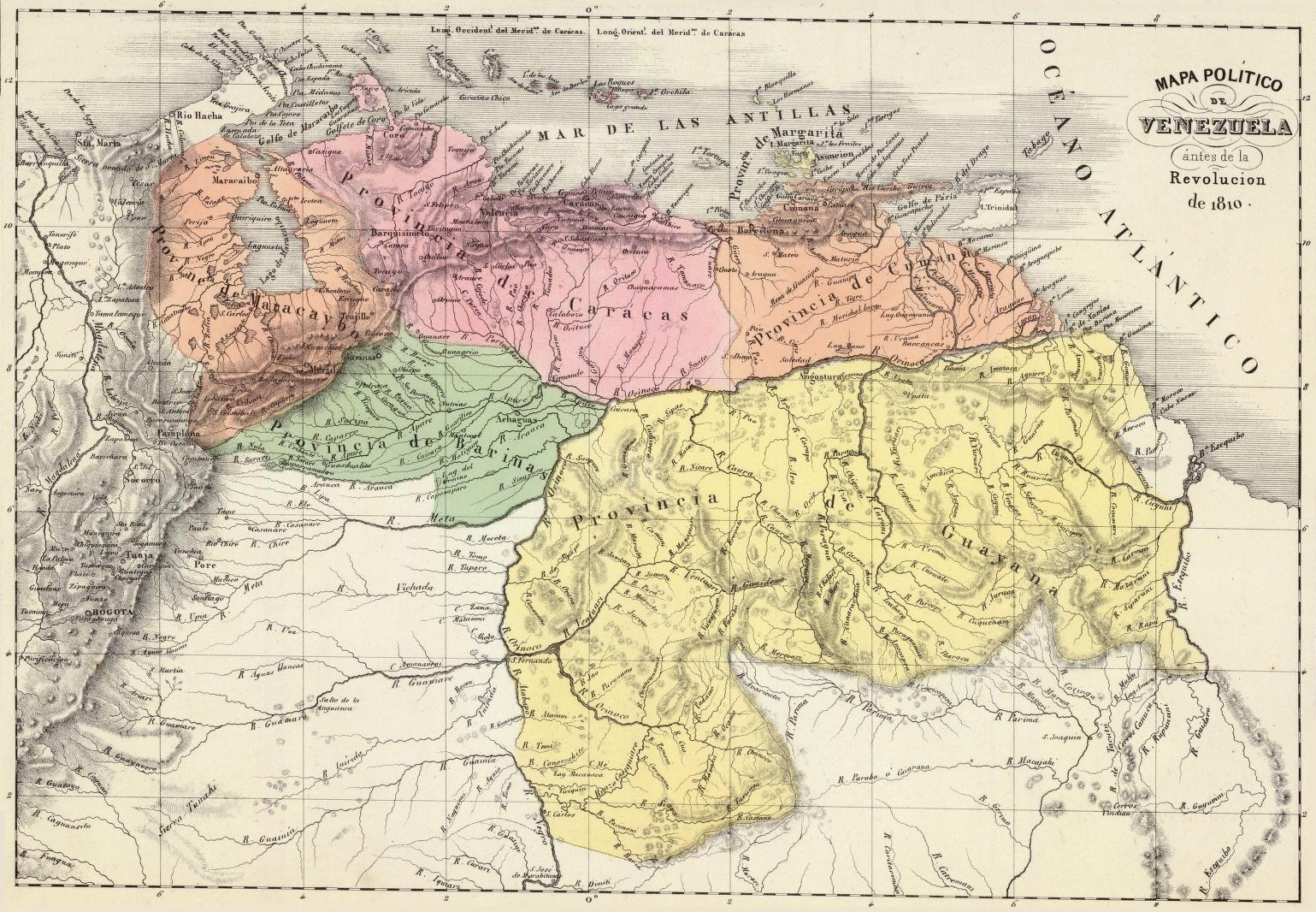
Carte du Venezuela (1810) montrant la frontière avec le fleuve Essequibo.

Le principal motif de la crise entre le Venezuela et le Royaume-Uni réside dans le soutien de ce dernier attribué à une division particulière du territoire, établie par une commission  au milieu du siècle. La commission dirigée par le naturaliste allemand Robert Hermann Schomburgk, dans le cadre d'une expédition pour la Royal Geographical Society de 1835 à 1839, aboutit à l'ébauche du territoire avec une ligne qui marquait ce qu'il avait cru être la limite occidentale voulue par les Néerlandais. Conséquemment, les Britanniques le chargèrent d'étudier les frontières britanniques en Guyane. Le résultat de cette commission fut le tracé de la Ligne Schomburgk, que le naturaliste traça en suivant des divisions naturelles et ce dans le but de distinguer territoires espagnols (puis vénézuéliens) et néerlandais. La Ligne allait bien au-delà de l'aire occupée par les Britanniques, et accorda à la Guyane Britannique le contrôle de l'embouchure de l'Orénoque. En 1844, le Venezuela déclarait qu'il reconnaissait le fleuve Essequibo comme étant la frontière, alors qu'une offre britannique datant de la même année qui proposait de céder l'embouchure et une majeure partie du territoire fut ignorée. Aucun terrain d'entente ne put être trouvé, et après un traité interdisant à tout agent de pénétrer sur le territoire disputé, le différend persista, et ce jusqu'en 1876, lorsque les relations diplomatiques entre les deux pays reprirent. La première ébauche de Schomburgk, qui avait été publiée en 1840, reste la seule version de la Ligne Schomburgk publiée jusqu'en 1886. Ce fait poussa le Président américain Grover Cleveland à supposer que la ligne avait été étendue « d'une façon quelque peu mystérieuse ».
En octobre 1866, le Royaume-Uni déclare que la Ligne fera office de frontière provisoire de la Guyane britannique, et en février 1887, le Venezuela rompit les relations diplomatiques. Les propositions d'arrangements et de renouement des relations échouèrent, et à l'été 1894, cela faisait sept années que la rupture diplomatique avait eu lieu et presque un demi-siècle que le contentieux prospérait. De plus, chacun des deux acteurs installa des points de contrôle dans la zone de litige, en partie dans le but d'appuyer leurs prétentions respectives sur la région aurifère du bassin du Yuruai, qui faisait partie du territoire vénézuélien mais qui était réclamée par le Royaume-Uni. La mine d'El Callao, dont l'exploitation débuta en 1871, fut pendant un temps l'une des plus riches au monde, et les exportations en or totalisèrent près d'un million d'onces entre 1860 et 1883. L'exploitation des mines d'or était dominée par des immigrants britanniques et de la Compagnie Britannique des Indes Occidentales, donnant ainsi l'impression de la création d'une colonie britannique au Venezuela.